# Туснолобова-Марченко Зінаїда Михайлівна
Зінаїда Михайлівна Туснолобова-Марченко (до шлюбу Морозова; 23 листопада 1920 — 20 травня 1980) — радянська військова лікарка, учасниця Німецько-радянської війни, Герой Радянського Союзу (1957).
За 8 місяців перебування на фронті старшина медичної служби Туснолобова З. М. винесла із поля бою, врятувавши тим самим, 123 поранених воїна. 2 лютого 1943 року в бою за станцію Горшечноє Курської області була важко поранена, добу пролежала серед трупів. Внаслідок обмороження залишилася без обох рук і ніг.
Після публікації відкритого листа воїнам Першого Прибалтійського фронту, гасло «За Зіну Туснолобову!» з'явилося на бортах багатьох радянських танків і літаків.

## Біографія
Народилася 23 листопада 1920 року на хуторі Шевцово Полоцького повіту Вітебської губернії (нині Россонського району Вітебської області Білорусі) в селянській родині Морозових. За національністю — росіянка.
У 1930-ті роки батько, побоюючись репресій, виїхав до Сибіру і змінив прізвище. Його брат, Морозов Семен Михайлович (1890—1937), інвалід першої світової війни, Георгіївський кавалер, голова колгоспу «Друга п'ятирічка» Россонського району був репресований.
Зінаїда отримала неповну середню освіту. Працювала в м. Ленінськ-Кузнецький Кемеровської області лаборантом-хіміком тресту «Ленінськвугілля».
У лавах Червоної армії з квітня 1942 року. Членкиня ВКП(б) з 1942 року. Закінчила курси медсестер.
6 листопада 1942 року за порятунок 26 бійців в період з 19 по 23 липня медсестра 849-го стрілецького полку 303-ї стрілецької дивізії 60-ї армії Воронезького фронту гвардії старшина медичної служби Зінаїда Туснолобова була представлена командиром полку до ордену Вітчизняної війни I ступеня, але була нагороджена орденом Червоної Зірки. За цей же подвиг через якийсь час вона була нагороджена орденом Червоного Прапора.
Всього за 8 місяців на фронті винесла з поля бою 123 поранених.
У лютому 1943 року в бою за станцію Горшечноє Курської області медсестра намагалася надати допомогу пораненому командиру взводу. Поки вона повзла до лейтенанта, сама була важко поранена: їй перебило ноги. В цей час німці перейшли в контратаку. Зінаїда спробувала прикинутися мертвою, але один із німецьких солдатів помітив її і ударами чобіт та прикладом гвинтівки спробував добити.

Вночі медсестру, яка ледве подавала ознаки життя, знайшла розвідгрупа, обережно перенесла в місце дислокації радянських військ; на третю добу її доставили в польовий госпіталь. Від сильного обмороження всіх кінцівок розвинулася гангрена. За кілька місяців лікування Зінаїда перенесла вісім операцій, які врятували їй життя, але внаслідок обмороження були ампутовані руки і ноги. 
Після війни інвалід Великої Вітчизняної війни першої групи Туснолобова З. М. проживала в Полоцьку, була членом міськкому КПРС, вела громадську роботу.
Восени 1965 року Міжнародний Комітет Червоного Хреста нагородив Зінаїду Туснолобову-Марченко медаллю імені Флоренс Найтінгейл, таким чином, вона стала третьою радянською медсестрою, відзначеною цією почесною нагородою.
Померла 20 травня 1980 року в Полоцьку.

## Сім'я
Чоловік — Йосип Петрович Марченко, учасник Великої Вітчизняної війни, лейтенант. Після війни працював в артілі «Харчовик» начальником цеху, головним інженером, а потім — директором.
У сім'ї двоє дітей:
- Син Володимир (нар. 1951) — працював слюсарем-монтажником, служив в 1970—1972 році в ракетних військах. Після армії повернувся на колишнє місце роботи. Закінчив інститут в 1980 році. Кандидат в майстри спорту з водних лиж. 32 роки працює в газовому господарстві. На 2010 рік — заступник директора міськгазу. Внучка — Юля (нар. 1976), інженер-будівельник, живе і працює в Мінську.
- Дочка Ніна (нар. 1959) — за освітою швачка, домогосподарка. Виростила двох синів.

## Нагороди та звання
- Герой Радянського Союзу (6 грудня 1957 медаль «Золота Зірка» № 10842; за клопотанням Військово-медичного музею Міністерства оборони СРСР, партійних і радянських організацій міста Полоцька);
- орден Леніна (6 грудня 1957);
- орден Червоного Прапора;
- орден Червоної Зірки;
- медалі, в тому числі:
  - медалі Флоренс Найтінгейл Міжнародного комітету Червоного Хреста (1965).

Почесна громадянка міста Полоцька.

## Вшанування

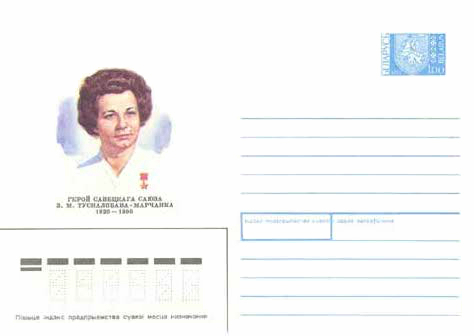
Поштовий конверт Білорусі з зображенням Туснолобової-Марченко З. М., 1992 рік

- Іменем Зінаїди Михайлівни Туснолобової-Марченко названі вулиці в містах Ленінськ-Кузнецький і Полоцьк, а також Полоцький державний медичний коледж, також відкритий музей-квартира героїні[2].
- У селі Новопокасьма Ленінськ-Кузнецького району, де вона вчилася, її ім'ям названо школу.
- У селищі Горшечноє Курської області, де вона отримала поранення, її ім'ям названа вулиця, поруч з якою розташована центральна районна лікарня.
- Стенд, присвячений мужності медсестри, розміщений в музеї-квартирі М. О. Островського «Подолання» в будинку № 14 по вулиці Тверській у Москві.
- У 1992 році в Білорусі був випущений поштовий конверт, присвячений Зінаїді Михайлівні.